# Txeredinovski
Txeredinovski - Черединовский (rus) - és un khútor, un poble, del krai de Krasnodar, a Rússia. Es troba a la vora esquerra del riu Kuban, a 6 km al nord-est de Gulkévitxi i a 143 km a l'est de Krasnodar, la capital.
Pertany al municipi de Guirei.